# Mitch Davis
Mitch Davis es un director, guionista y productor de cine.
Está graduado por la Universidad Brigham Young (BYU), titulado en inglés; continuó su formación con un Master en Artes, en filmación, en la Universidad del Sur de California (USC). Seguidamente fue contratado como ejecutivo creativo en Disney, donde trabajó en películas como Dead Poet's Society (1989), White Fang (1991), The Rocketeer (1991), y Newsies (1992).
Estos trabajos le abrieron las puertas de la compañía productora Columbia, donde ocupó el puesto de vicepresidente de desarrollo. En 1995 escribe y codirige la película de Disney Channel Windrunner.
Contimuará con la realización de la película por la que es más conocido, de 2001, The Other Side of Heaven, que produce y dirige, acerca de los ensayos y las aventuras de un misionero de la Iglesia de Jesucristo de los Santos de los Últimos Días, John H. Groberg, en las islas Tonga en los años 1950. Protagonizada por Christopher Gorham y Anne Hathaway, se rodó íntegramente en Rarotonga, Islas Cook y Auckland (Nueva Zelanda). Los productores Gerald Molen y John Garbett ayudaron a Davis a hacer realidad este film. Esta película será premiada en el 2003.
En el 2006 escribe y dirige A House Divided.